# Minstrel show
El minstrel show, també denominat minstrelsy, és un gènere de música escènica dels Estats Units d'Amèrica que tingué el seu màxim desenvolupament entre 1830 i 1880. L'espectacle consistia en esquetxs còmics, actes de varietats, danses i actuacions musicals d'actors blancs maquillats i disfressats per a representar personatges de raça negra, fet que no tenia inicialment una intenció declaradament racista, sinó que continuava la tradició de l'opera buffa italiana, tot i que sí que va crear uns estereotips que reforçaren un punt de vista racista contra la població negra americana. Hi va haver també alguns intèrprets i grups de negres. Els minstrel show parodiaven les persones negres com a destrellatats, ganduls, bufons, supersticiosos i despreocupats. A pesar d'eixe vessant racista, d'una altra banda, va proporcionar als americans blancs més consciència, encara que distorsionada, d'alguns aspectes culturals d'aquells temps dels negres als Estats Units.